# جاك كو
جاك كو (بالإنجليزية: Jack Coe)‏ هو قس أمريكي، ولد في 11 مارس 1918 في الولايات المتحدة، وتوفي في 17 ديسمبر 1956 في دالاس في الولايات المتحدة بسبب شلل الأطفال.